# 開聞温泉
開聞温泉（かいもんおんせん）は、鹿児島県指宿市（旧国薩摩国）にある温泉。

## 泉質
- 含塩化土類弱食塩泉

## 温泉街
共同浴場が存在する。

## アクセス
- 鉄道 : 指宿枕崎線山川駅からバスで約15分。